# 陳怡樺 (時尚編輯)
陳怡樺（英語：Eva Chen，1979年9月24日—），臺灣裔美國時尚編輯，Instagram時尚創意總監和兒童讀物作者。曾任幸運雜誌編輯和Teen Vogue總監。

## 早年生活
陳怡樺成長在紐約市。她的父母來自上海和台北，擁有一家諮詢紡織品進出口商會，受到母親的影響，陳怡樺對時尚產生了熱愛。陳怡樺就讀於布雷利學校，然後進入約翰霍普金斯大學上大學，在大學期間，她修習了醫科類預備課程，為未來進入醫學領域做好準備。

## 個人生活
在2000年，陳怡樺在英國的牛津大學留學一年。在大學期間，她與湯瑪斯·班尼斯特（Thomas Bannister）相遇，並最終與他結為夫妻。。陳怡樺和班尼斯特育有三個孩子：Ren，Tao和River，分別於2015年、2017年和2021年出生。

## 外部連結
- 陳怡樺的Facebook專頁
- 陳怡樺的Instagram帳戶
- 陳怡樺的X（前Twitter）